# Ahmad Ghanim (zapaśnik)
Ahmad Muhammad Ahmad Ghanim (arab. أحمد محمد أحمد غانم) – egipski zapaśnik walczący w stylu klasycznym. Brązowy medalista mistrzostw arabskich w 1995 roku.